# Сквіжова
Сквіжова (пол. Skwirzowa) — село в Польщі, у гміні Лонюв Сандомирського повіту Свентокшиського воєводства.
Населення — 156 осіб (2011).
У 1975-1998 роках село належало до Тарнобжезького воєводства.

## Демографія
Демографічна структура на день 31 березня 2011 року:
|          | Загалом | Допрацездатний вік | Працездатний вік | Постпрацездатний вік |
| -------- | ------- | ------------------ | ---------------- | -------------------- |
| Чоловіки | 75      | 17                 | 46               | 12                   |
| Жінки    | 81      | 15                 | 42               | 24                   |
| Разом    | 156     | 32                 | 88               | 36                   |